# Szobolits Béla
Szobolits Béla (Nyékládháza, 1946. január 14. –) Balázs Béla-díjas magyar filmrendező.

## Életpályája
Szülei Szobolits Béla és Sebe Margit voltak. Érettségi után Miskolcon színházi díszletező, fényképész, majd a fővárosban kohásztechnikus és gépkocsivezető volt. 1966-1968 között a Kőbányai amatőr filmklubban kisjátékfilmeket készített. Egyetemi tanulmányait az ELTE BTK-n végezte el. 1973-1975 között a Mafilm rendezőasszisztense volt. 1975 óta önálló rendező. 2017-től a Magyar Művészeti Akadémia levelező tagja.

## Magánélete
1970-ben házasságot kötött Körmendi Anna Máriával. Három gyermekük született: Andrea (1974), Attila (1978) és Balázs (1982).
Szabadidejében a Brass On Brass tradicionális dzsessz-zenekar vezetője és trombitása.

## Filmjei
- Távolodóban (1977)
- Bánffi (1979)
- Lépéshátrány (1980)
- Menedzser kerestetik (1980)
- Sorra, rendre… (1980)
- Macskaköröm (1981)
- Pro Urbe (1983)
- Tizenkilenc (1983)
- Balatonfüred (1985)
- Dóciak (1985)
- Királysírok (1985)
- Kikosarazva (1986)
- Kizárt a párt (1988)
- Makacs álmok (1988)
- Aki nekiszaladt a demokráciának… (1989)
- Futballdezső (1990)
- Háromkirályok (1990)
- Tájkép csata közben (1992)
- Adózó magyarok (1993)
- Tüntetés a médiákért (1993)
- Bankok 92 (1993)
- Maléter I-III. (1993)
- Tüntetés (1995)
- A főtitkárnő (1996)
- Munkásőrök 1957-1989 (1996)
- A Püski házaspár (1996)
- Szolgálunk és vétünk (1997)
- A munkásosztály a kapitalizmusba megy (1997)
- A Gyógyszer(gy)árak titkai (1998)
- Nálunk minden halott egyforma (1999)
- Iránytű Pokoljáróknak (2000)
- A világ legnagyobb millenniumi pörköltje (2001)
- Ottó (2001)
- Sírsz Magyarországért, sírjál! I-II. (2002)
- Kisiskolásdi (2002)
- Az én folyóm (2002)
- Miért? - Egy tragikus szerelem története (2005)
- Magunkról… (2005)
- Szétlopkodott ország (2008)
- A szegénységről három tételben (2009)
- Varázspálca - Medveczky Ádám karmester (2015)
- Misszió - Film a Rákellenes Ligáról (2016)
- Fejezetek Magyarország szovjet megszállásának történetéből (2016, Buglya Sándorral és Balogh Zsolttal)

## Díjai
- a film- és tv-kritikusok díja (1981, 1984, 1990)
- a miskolci filmfesztivál nagydíja (1984)
- a nemzetközi sportfilmfesztivál nagydíja (1987)
- a jamagatai fesztivál nagydíja (1991) Makacs álmok
- a bombayi fesztivál legjobb játékfilm kategóriadíja (1992)
- a filmszemle díja (1997)